# Hans Krieger
Hans Krieger (Frankfurt na Majni, 1933.), njemački je književnik. Piše pjesme, eseje, kritike i publicistička djela.
Živi u Münchenu.
Neke pjesme su mu objavljene na hrvatskom jeziku, a s njemačkog na hrvatski jezik prevela ih je Nada Pomper. Objavljene su u tjedniku za kulturu Hrvatskom slovu.